# Мадлен, Луи
Луи Мадлен (фр. Louis Madelin; 9 мая 1871, Нёшато — 19 августа 1956, Париж) — французский историк, член Французской академии (1927).

## Биография
Учился в университете Нанси, Школе хартий. Работы Луи Мадлена посвящены главным образом истории Великой французской революции и Наполеоновской империи. Мадлен считал, что революция уже на начальном этапе удовлетворила стремления французского народа к свободе (декретами 4-11 августа 1789 года об отмене привилегий дворянского и клерикального сословий), но её последующее развитие стало результатом действия «честолюбивых политиканов». Резко отрицательно Мадлен характеризовал революционные погромы, устраиваемые толпой парижской бедноты, и террор якобинской диктатуры. Напротив, восхвалял политику Наполеона.
Мадлен обратил внимание, что именно военные победы усиливали недовольство робеспьеровским «комитетом общественного спасения». Считал, что нельзя побеждать в военных кампаниях, одновременно воюя с собственным народом, и что свержение якобинской диктатуры своевременно и благотворно сказалось на Франции.
Мадлен утверждал, что Наполеон вернул величие и свободу Франции уже надолго, может быть, и сам этого не подозревая. Мадлен не считал причиной заката империи отсутствие свободного парламента. Управляемая демократия времен империи ему импонировала, как впрочем и сам император.
Луи Мадлен был сторонником теории «маятника», но не такой, как ленинская «спираль истории». Он утверждал, что в любой революции участвуют три силы: «Революция», «Контрреволюция» и самая сильная — «Великая Госпожа Реакция».

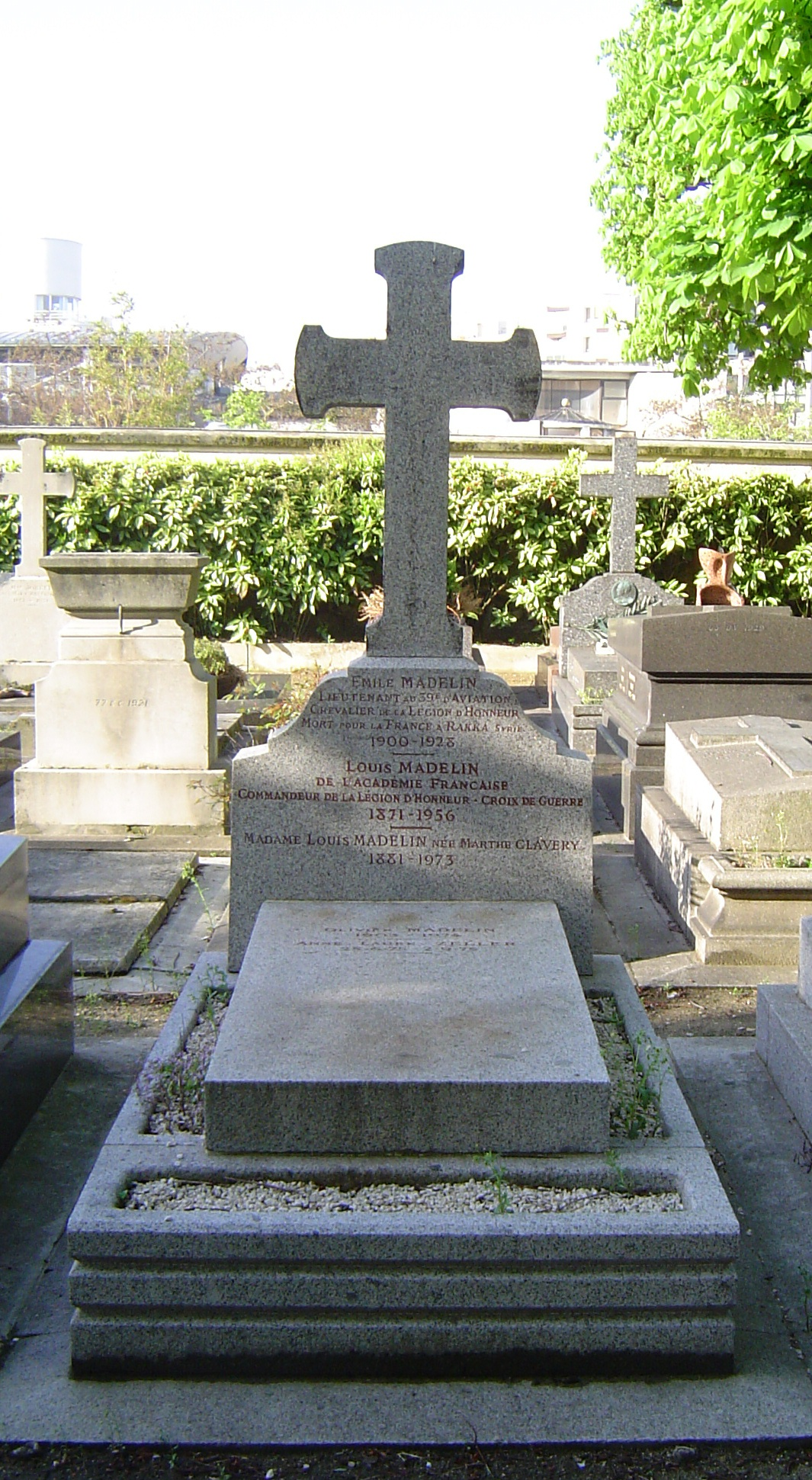
Могила в Париже в кладбище Гренель.

Первый том «Французской революции» вышел на русском языке в Берлине в 1922 году и был быстро раскуплен эмигрантами. Оба тома являются раритетными и до сих пор не выложены интернет.